# Brother Love
Brother Love, ook bekend als Larry Florman, is waarschijnlijk de eerste artiest die op grote schaal bekend werd door zijn inbreng in podsafemuziek. Zijn muziek werd bekend bij een groot aantal podcastluisteraars wanneer zijn nummer Push gespeeld werd op de Daily Source Code. Duizenden podcasts volgden.
Toen hij op nummer 1 terechtkwam in de PMC Top 10, een podsafe hitlijst, werd hij nog bekender. Zijn nummer Summertime stond er elf weken in, waarvan zes weken onderonderbroken op nummer 1. Zijn volgende nummer, There She Goes, hield het drie weken uit op nummer één.
Brother Love werkt nauw samen met de Keith and The Girl-podcast waar hij sinds september 2006 regelmatig als gast opgevoerd wordt. Ook gaat hij weleens mee met het team wanneer ze liveshows doen.
Zijn eerste grote reclamedeal was met Saturn Cars tijdens het Memorial Day-weekend in 2007. Hierna werkte hij ook nog mee aan een Reese' Puff-campagne.

## Discografie
- Album Of The Year (2004, onafhankelijk)
- Turn It Up! (2007, onafhankelijk)